# Polygonatum stewartianum
Polygonatum stewartianum là một loài thực vật có hoa trong họ Măng tây. Loài này được Diels miêu tả khoa học đầu tiên năm 1912.